# Panzerjäger I
Panzerjäger I (Jagdpanzer I, 47mm PaK(t) (sf) auf PzKpfw I Ausf. B, Sd.Kfz. 101) – pierwszy niemiecki niszczyciel czołgów zaprojektowany i zbudowany w okresie II wojny światowej.

## Historia
Po zakończeniu kampanii wrześniowej w Niemczech rozpoczęto przygotowania do ofensywy na zachód. Główny przeciwnik Wehrmachtu – armia francuska dysponowała dużą liczbą silnie opancerzonych czołgów. W tym czasie z jednostek pancernych rozpoczęto wycofywanie przestarzałych czołgów PzKpfw I (MG) Ausf. B. Ponieważ większość z nich była w dobrym stanie technicznym, ich podwozia postanowiono wykorzystać do budowy wyspecjalizowanych pojazdów przeciwpancernych.
Pierwszym problemem był wybór uzbrojenia nowych wozów. W tym czasie podstawowym uzbrojeniem przeciwpancernym Wehrmachtu była armata 3,7 cm PaK 36 kalibru 37 mm, ale wystrzeliwane z niej pociski mogły zagrozić francuskim czołgom tylko z niewielkich odległości. Jej następca, armata 5 cm PaK 38 kalibru 50 mm była dopiero przygotowywana do produkcji seryjnej i nie można było liczyć na duże dostawy przed rozpoczęciem planowanej ofensywy. Okazało się jednak, że w magazynach broni zdobytej podczas aneksji Czechosłowacji w 1938 roku znajduje się duża liczba czeskich dział Škoda A.6 PUV vz. 36 kal. 47 mm produkowane przez firmę Škoda. Działo to pomimo dobrych charakterystyk balistycznych (wysoka przebijalność) nie zostało wprowadzone do uzbrojenia Wehrmachtu, ponieważ było przystosowane do trakcji konnej i miało niewielką prędkość holowania. Na przełomie 1939 i 1940 roku wytwórnia pojazdów opancerzonych w Alkett (Altmärkische Kettenfabrik) otrzymała zlecenie zaprojektowania i wyprodukowania samobieżnego niszczyciela czołgów. Według Überblick Rüststand des Heeres (spis wyposażenia wojskowego) z lutego 1940 roku początkowo miała powstać tylko jedna seria tych pojazdów w liczbie 132 sztuk. Po przystosowaniu do montażu na podwoziu PzKpfw I działo Škoda A.6 PUV przyjęto do uzbrojenia jako 47mm PaK(t).
Podobnie jak w przypadku wielu innych niszczycieli czołgów, załoga była bardzo słabo osłonięta – w tym przypadku jedynym pancerzem była tarcza ochronna armaty.
Zbudowano łącznie 192 pojazdy tego typu, 132 z nich w zakładach Alkett, a resztę w zakładach Škody i Daimler-Benz. Modele te różniły się jedynie kształtem tarczy ochronnej. Weszły do służby tuż przed rozpoczęciem kampanii francuskiej w 1940 roku i zostały wycofane do końca 1942 roku.
Koszty konstrukcji wozów Panzerjäger były bardzo niskie, a w użyciu konstrukcja ta okazała się dość udana i pomogła ona przedłużyć użyteczność czołgów PzKpfw I, które były konstrukcją przestarzałą już w momencie rozpoczęcia II wojny światowej.